# Lotus Europa S

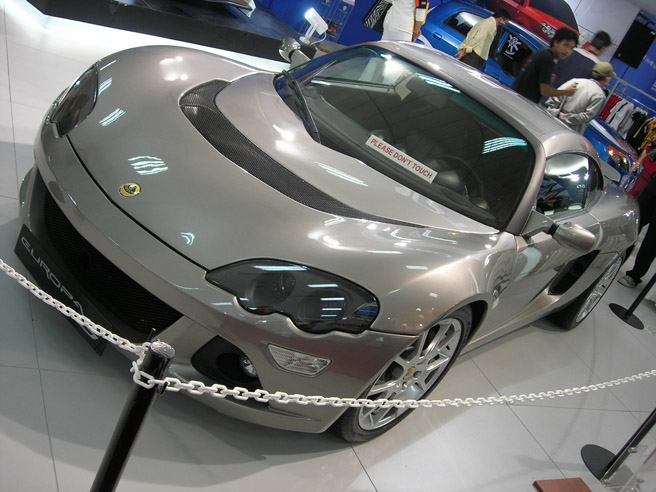
Lotus Europa S

Lotus Europa S är en tvåsitsig sportbil som tillverkas av Lotus. Tillverkningsstarten började sommaren 2006. Namnet är lånat från Lotus Europa, som tillverkades på sextio- och sjuttiotalet.